# Зігфрід Гааг
Зі́гфрід Гаа́г (нім. Siegfried Haag; нар. 13 березня 1945, Ауріх, Везер-Емс, Великонімецька імперія) — західнонімецький адвокат, терорист, член і один з провідних учасників ліворадикальної терористичної організації «Фракція Червоної Армії» (RAF) другого покоління.

## Життєпис
Ліву діяльність почав як член Соціалістичного німецького студентського союзу. У 1973 році отримав кваліфікацію адвоката і працював за фахом у Гейдельберзі. Протягом нетривалого часу у 1974 році був захисником Гольгера Майнса, а у 1975 році — Андреаса Баадера під час судового процесу у в'язниці Штаммгайм.
Гааг керував юридичною фірмою спільно з адвокатом Ебергардом Беккером, що пізніше також долучився до «Фракції Червоної армії» та виконував функції кур'єра між в'язницями під час голодування ув'язнених терористів. Пізніше члени RAF повідомляли, що він чинив на них тиск, змушуючи продовжувати голодування, і «без вагань виконувати усі вказівки Баадера».
Від самого початку Гааг симпатизував терористам і вербував нових членів організації через свою юридичну фірму в Гейдельберзі. Фолькер Шпітель, також терорист RAF, як ключовий свідок повідомляв, що Гааг завербував його у 1974 році. За словами Шпітеля, Гааг хотів «створити нелегальну структуру [...], щоб згодом почати з нею диверсійну операцію» з 1972 року з метою звільнення ув'язнених членів RAF.
До 1974 року Гааг, крім Шпітеля, звербував Лутца Тауфера, Ульріха Весселя, Ганну Краббе і Бернгарда Рьосснера. У 1975 році вони захопили посольство Федеративної Республіки Німеччина в Стокгольмі. Хоча Гааг особисто не брав участі в цьому теракті, він відіграв важливу роль у його плануванні, хоча жодних істотних доказів цьому представлено не було. У тому ж році Гааг був ненадовго заарештований за контрабанду зброї зі Швейцарії в Німеччину за сприянням Елізабет фон Дейк і після звільнення пішов у підпілля.

### Група Гаага-Маєра
До середини 1976 року Гааг займався вербуванням нових членів RAF. До складу групи, відомої як група Гаага-Маєра, крім Гаага і Роланда Маєра, входило щонайменше одинадцять осіб, серед яких Адельгейда Шульц, Уве і Кнут Фолькерц, Гюнтер Зонненберг, Сабіна Шмітц, Крістіан Клар, Петер-Юрген Боок і Верена Беккер, звільнена на вимогу терористичної організації «Рух 2 червня» під час викрадення німецького політика Петера Лоренца.
Більшість групи брала участь у захопленні офісу Amnesty International у Гамбурзі у 1974 році. Протягом деякого періоду між 1975 і 1976 роками Гааг проходив підготовку з тактики ведення міської партизанської війни в навчальному таборі Народного фронту визволення Палестини у Південному Ємені, після чого повернувся до Західної Німеччини.
До 1977 року група утворила логістичну мережу з конспіративних квартир, зброї, грошей і транспортних засобів і планувала напади та викрадення людей під час «Німецької осені». Задля фінансування своєї терористичної діяльності протягом 1976 року, 20 вересня і 15 жовтня, Гааг взяв участь у двох пограбуваннях банків у Кельні та Гамбурзі, викравши сумарно 210 000 німецьких марок.

### Арешт і подальша доля
30 листопада 1976 року Гааг був заарештований в Буцбаху разом з Роландом Маєром. Гааг носив заряджений пістолет за поясом, а у викраденій машині, на якій пересувалися терористи, поліція знайшла зашифровані документи «Фракції Червоної армії», що містили плани викрадення Ганса Мартіна Шлеєра та Юргена Понто, а також план убивства Зігфріда Бубака. Через те, що документи вдалося розшифрувати вже пізніше, жоден із злочинів не вдалося попередити і усі вони були скоєні у другій половині наступного року.
Поки Гааг перебував у в'язниці, керівництво групою на себе взяла Бріґітте Монгаупт, якій, незважаючи на підозри влади, Гааг передавав вказівки з в'язниці у невідомий спосіб.
Після арешту Гаага його розмови з адвокатами незаконно прослуховувалися і записувалися у в'язниці Штаммгайм. Це призвело до порушення справи про прослуховування телефонних розмов у тюрмі. Після того як про прослуховування телефону стало відомо громадськості, міністр ввнутрішніх справ Баден-Вюртемберга Карл Шісс і міністр юстиції Трауготт Бендер запровадили надзвийчайний стан. Згодом прокуратура Штутгарта заявила, що їй нічого не відомо про операцію з прослуховування телефонних розмов і що її проводила Управління із захисту конституції Німеччини. В результаті Вищий земельний суд Штутгарта заборонив подальше прослуховування розмов адвокатів.
У 1979 році Вищий земельний суд Штутгарта засудив Гаага до 15 років тюремного ув'язнення за посібництво у вбивстві та інших злочинах. Перебуваючи у в'язниці, Гааг дистанціювався від RAF та визнав, що «дії RAF виявилися неправильними», а сам він «прийшов до висновку, що він має відмовитися від цієї політики, оскільки вона була помилковою».
У 1987 році Гаага було звільнено через поганий стан здоров'я. На процесі проти Верени Беккер Зігфрід Гааг мав дати свідчення як свідок, але скористався своїм правом відмовитися від дачі показань. У цьому йому було відмовлено на тій підставі, що йому більше не загрожувало судове переслідування за участь у терористичних атаках RAF. 31 березня 2011 року Вищий земельний суд Штутгарта виніс постанову про примусове затримання, проте ця постанова була скасована Федеральним судом, який не виключив який не виключив можливість кримінального переслідування і, отже, визнав право відмовитися від дачі показань.